# Montespluga
Montespluga (Montespluga in dialetto chiavennasco, AFI della pronuncia locale: [ˌmɔ̃ːteʃˈplyːɡa]) è un villaggio alpino, frazione del comune di Madesimo, situato presso l'origine della valle Spluga. Il paese si affaccia sull’omonimo lago.

## Geografia fisica
È situato a 1908 metri, lungo la strada che sale da Chiavenna verso il Passo dello Spluga, dal quale dista solo 3 km. Dopo la seconda guerra mondiale la strada attraversa lo Spluga rimase chiusa, e il villaggio (costituito da tre strade principali, via Dogana, via Ferrè e via Val Loga) non è più accessibile con i veicoli attraverso il passo.

## Luoghi di interesse
Ha conservato la propria originale fisionomia con le poche case attorno alla strada e all'antico edificio della dogana detto La Casa, occupa la piana alla confluenza della Valle Spluga con la Val Loga, ricca di acque e di pascoli, al cospetto delle vette di confine della zona e, dagli anni '30 del Ventesimo secolo, riva settentrionale dell'omonimo bacino artificiale.
È punto di partenza per numerose mete escursionistiche, alpinistiche e scialpinistiche sui monti d'intorno, e posto di transito lungo il tracciato transfrontaliero della Via Spluga.

## Economia
Negli anni '80 e '90 conobbe un tentativo di sviluppo turistico invernale con la costruzione di due impianti di risalita, che ben presto fallì anche per la prossimità di un centro già celebre e sviluppato come Madesimo, tuttavia così recuperando la propria originale peculiarità alpina. Nella stagione estiva, Montespluga è meta di alpigiani che, dalla bassa valle, vi portano il bestiame (bovini soprattutto). Questa attività è controllata dal Consorzio Alpe Montespluga, che organizza anche feste tradizionali, come la festa del pastore, che si tiene solitamente nella prima domenica di agosto.

## Sport
Montespluga è stata l'arrivo della settima tappa del Giro d’Italia U23 del 2020.

## Galleria d'immagini

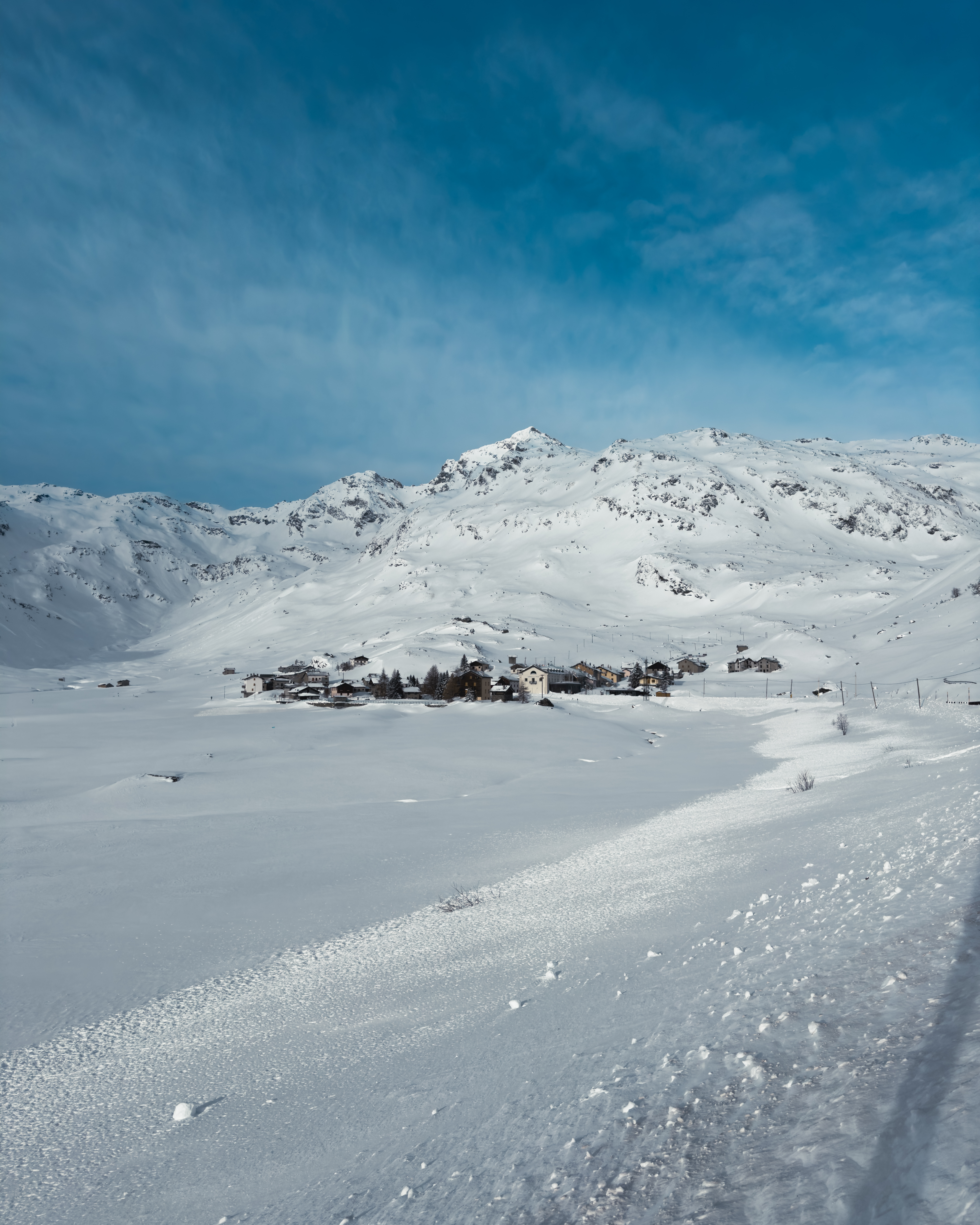
Montespluga in inverno
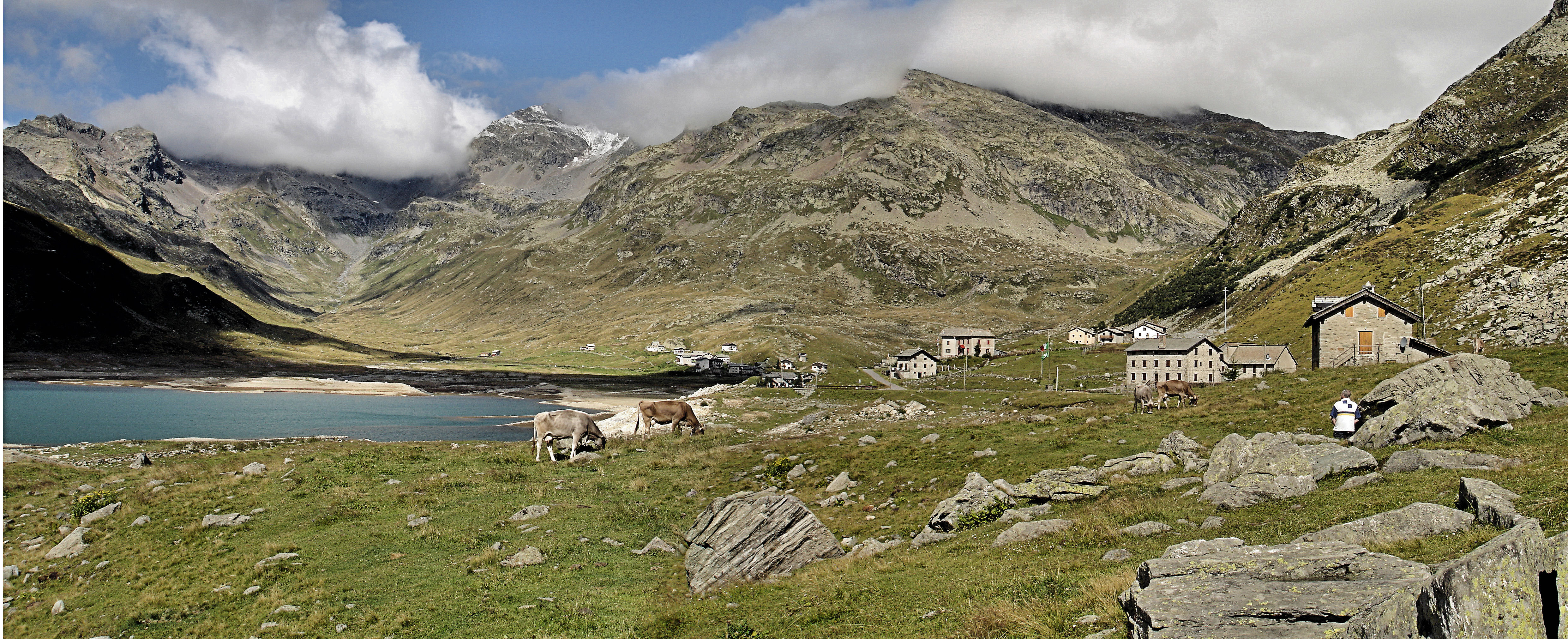
Montespluga in estate